# Corrupción política

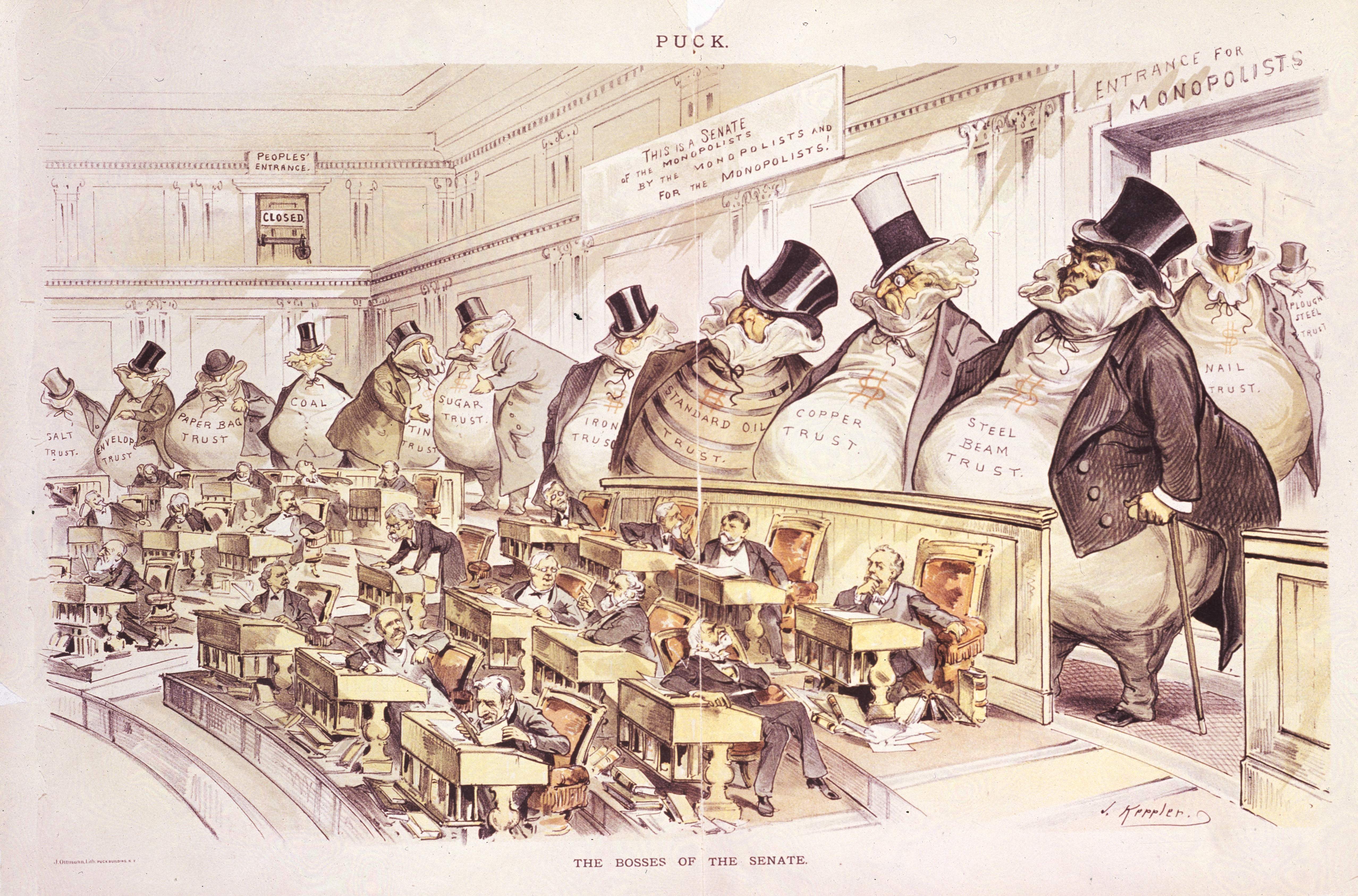
Reformadores como el estadounidense Joseph Keppler describieron que el senado de los Estados Unidos del siglo XIX estaba controlado por las gigantescas bolsas de dineros, que representaban los fideicomisos y monopolios financieros que se mantuvieron vigentes mediante la corrupción política.

La corrupción política es un fenómeno criminal que consiste en la actuación intencionalmente indebida de funcionarios y autoridades públicas, usualmente en connivencia, o por indicación, o presión de personas físicas ajenas al Estado, empresas privadas o extranjeras y grupos de poder, haciendo uso de los recursos del Estado a los que tienen acceso, para conseguir un beneficio ilegítimo, generalmente de forma secreta.
Según Hernández Gómez (2018), la corrupción se define como «toda violación o acto desviado, de cualquier naturaleza, con fines económicos o no, ocasionada por la acción u omisión de los deberes institucionales, de quien debía procurar la realización de los fines de la administración pública y que en su lugar los impide, retarda o dificulta». Por esta razón se puede hablar del nivel de corrupción o de transparencia de un Estado legítimo. 
Las formas de corrupción varían, pero las más comunes son el uso ilegítimo de información privilegiada y el patrocinio; además de los sobornos, el tráfico de influencias, la evasión fiscal, las extorsiones, los fraudes, la malversación, la prevaricación, el caciquismo, el compadrazgo, la cooptación, el nepotismo, la impunidad y el despotismo. La corrupción facilita a menudo otro tipo de hechos criminales como el narcotráfico, el lavado de dinero, la prostitución ilegal y la trata de personas, aunque por cierto no se restringe a estos crímenes organizados y no siempre apoya o protege otros crímenes.
Un antídoto conocido contra la corrupción política es la transparencia.

## Fundamentos

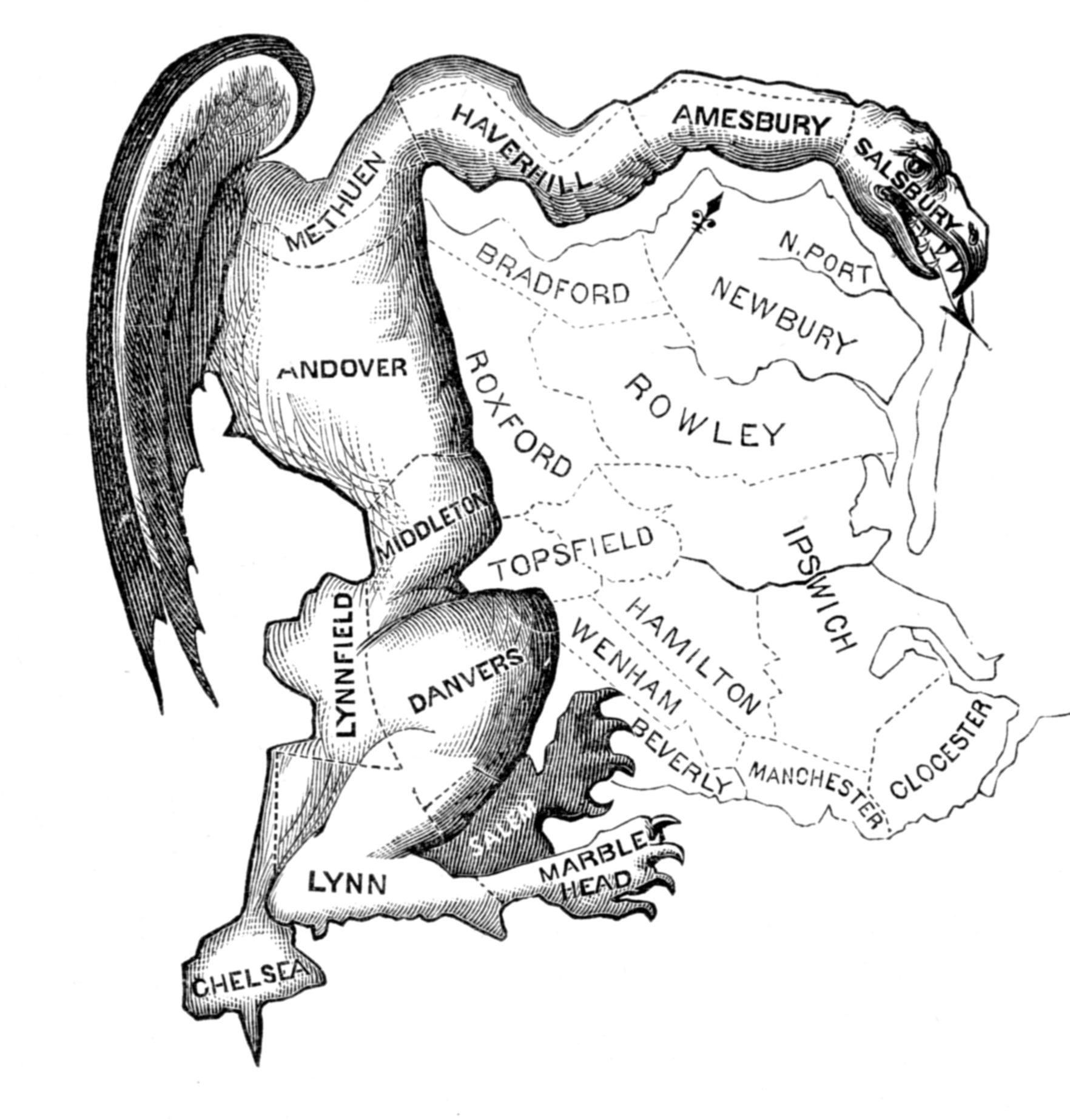
El gerrymandering consiste en ajustar las demarcaciones políticas para resultar siempre renombrado. El origen del término está en esta caricatura política elaborada por Gilbert Stuart en 1812. El nombre de la caricatura es The Gerrymander, juego de palabras con el apellido del gobernador de Massachusetts, Elbridge Gerry y salamander (en inglés, salamandra), por la caprichosa forma reptiliana que hizo adquirir al distrito electoral para poder ser elegido.

Sayéd y Bruce (1999) definen la corrupción como «el mal uso o el abuso del poder público para beneficio  personal y privado», entendiendo que este fenómeno no se limita a los funcionarios públicos. También se define como el "conjunto de actitudes y actividades mediante las cuales una persona transgrede compromisos adquiridos consigo mismo, utilizando los privilegios otorgados, esos acuerdos tomados, con el objetivo de obtener un beneficio ajeno al bien común". Por lo general se apunta a los gobernantes o los funcionarios elegidos o nombrados, que se dedican a aprovechar los recursos del Estado para de una u otra forma enriquecerse o beneficiar a parientes o amigos.
El concepto de corrupción difiere dependiendo del país o la jurisdicción. Lo cierto es que algunas prácticas políticas pueden ser legales en un lugar e ilegales en otros. En algunos países, la policía y los fiscales deben mantener la discreción sobre a quien arrestan y a la vez acusan, y la línea entre discreción y corrupción puede ser difícil de dibujar. Los países en que la transparencia de las cuentas públicas, adquisiciones, concesiones y similares sea reducida o incluso inexistente estarán más expuestos a estas acciones, pero si además los medios de información no son transparentes al informar a los ciudadanos o se ven coartados en la posibilidad de hacerlo o simplemente manipulados, el proceso de corrupción será más complicado de erradicar y juzgar.
Siguiendo a Max Weber, puede decirse que la gran diferencia entre el ejercicio del poder por el Antiguo Régimen y el mundo democrático, es que en el Antiguo régimen ese ejercicio era marcadamente patrimonialista. Sin embargo, en los regímenes democráticos, al recaer la soberanía en el pueblo, el ejercicio del poder tiene que responder ante la nación. Por otro lado resultan útiles las aseveraciones de Theobald, quien, además de definir la corrupción como «el uso ilegal del oficio público para el beneficio personal», intuye que en el mundo preindustrial las dependencias personales dieron paso —en el mundo industrial— a la codificación formal de las organizaciones sociales buscando la eficiencia. Sin embargo, los lazos familiares o de amistad aún perduran con más presencia conforme se desciende en la pirámide burocrática. Los países desarrollados también presentan corrupción, pero esta tiende a frenarse cuando se dan aumentos extraordinarios en la cantidad y la calidad de los medios de producción, y también si se diera una economía internacional basada en un sistema estable de intercambio de valores, bienes y servicios.

## Tipos
Mujica reconoce dos tipos de corrupción:[cita requerida]
- La gran corrupción: que genera la desconfianza en las autoridades centrales, pervierte el funcionamiento del aparato estatal, y desvía recursos.
- La pequeña corrupción: que tiende a movilizar pequeños montos de recursos económicos u otros bienes, y que se ubica en el escenario procedimental de atención al ciudadano.

## Dinámica
Ana María Arjona manifiesta que aquellos autores que "estudian el fenómeno desde la teoría económica" enfocan la corrupción en un escenario de casos aislados de los demás, insuficiente para el caso de grupos organizados.
Por su parte Michael Johnston, según los procesos que experimentan los actores corruptos, identifica cuatro tipos de corrupción: (A) corrupción de mercado (prácticas corruptas que se dan en los intercambios de bienes y servicios); (B) redes de
patronazgo y maquinarias (prácticas rutinarias que están en pocas manos); (C) favoritismo (disposición de un pequeño grupo de intercambios excepcionales); (D) corrupción crítica (es donde existe un gran número de personas en intercambios extraordinarios).

## Causas
Las causas pueden ser endógenas (internas) o exógenas (externas):
- Entre las muchas causas endógenas (las que tienen que ver con el individuo) podemos enlistar las siguientes:
  - Carencia de una conciencia social.
  - Falta de educación o de una cultura del compromiso.
  - Paradigmas distorsionados y negativos.
  - Personalidades antisociales y megalomanía.
  - Percepción sesgada del grado de corrupción presente.
  - Infravaloración de la posibilidad de ser descubierto.
- Como elementos exógenos de la corrupción (los que dependen de la sociedad), tenemos:
  - Impunidad efectiva en los actos de corrupción.
  - Corporativismo partidista.
  - Modelos sociales que transmiten una falta de valores, realizando una carencia de estos.
  - Excesivo poder discrecional del funcionario público.
  - Concentración de poderes y de decisión en ciertas actividades del gobierno.
  - Discrecionalidad y escasez de decisiones colegiadas.
  - Soborno internacional.
  - Control económico o legal sobre los medios de comunicación que impiden se expongan a la luz pública los casos de corrupción.
  - Falta de límites y control al poder, por la ausencia de la separación de poderes,"que el legislativo(nación), controle al ejecutivo (estado), y por otra parte el judicial, y el ciudadano duerma tranquilo",  James Madison.
  - Salarios demasiado bajos.
  - Falta de transparencia en la información concerniente a la utilización de los fondos públicos y de los procesos de decisión.
  - Poca eficiencia de la administración pública.
  - Extrema complejidad del sistema.

Una clasificación de las causas de la corrupción reunida por Arjona de los aportes de autores como Cagliani, Rose-Ackerman y Johnston identifica tres tipos: económicos, político-institucionales y culturales.

### Efectos económicos
La corrupción mina el desarrollo económico ya que genera ineficiencia y distorsiones considerables. En el sector privado, la corrupción incrementa el coste de los negocios y actividades empresariales ya que a este hay que sumar el precio de los propios desembolsos ilícitos, el coste del manejo de las negociaciones con los cargos públicos, y el riesgo de incumplimiento de los acuerdos o de detección. Aunque hay quien argumenta que la corrupción reduce los costes al sortear una posible burocracia excesiva, la disponibilidad de sobornos puede inducir también a los cargos públicos a inventar nuevas reglas y retrasos. Eliminar abiertamente las regulaciones costosas y prolongadas es mejor que permitir encubiertamente que sean sorteadas utilizando sobornos. Allí donde la corrupción infla el coste de los negocios, también distorsiona el terreno de juego, blindando a las empresas con conexiones frente a las competidoras, sustentando, en consecuencia, a empresas ineficientes.
La corrupción también genera distorsiones en el sector público al desviarse inversiones públicas a proyectos de capital en los que los sobornos y mordidas son más abundantes. Los funcionarios pueden incrementar la complejidad de los proyectos del sector público para ocultar o allanar el camino para tales tratos, distorsionando de este modo todavía más la inversión. La corrupción también hace descender el cumplimiento de las regulaciones relacionadas con la construcción, el medio ambiente u otras, reduce la calidad de los servicios e infraestructura gubernamentales e incrementa las presiones presupuestarias sobre el gobierno.
Economistas argumentan que uno de los factores que están detrás de las diferencias de desarrollo económico entre África y Asia es que en el primero, la corrupción ha tomado primariamente la forma de expolio (en inglés: "rent extraction"), con el resultado de que el capital financiero obtenido es movido fuera del país, en lugar de ser invertido en el mismo (de ahí la imagen estereotipada, frecuentemente exacta, de los dictadores africanos teniendo cuentas en bancos suizos). En Nigeria, por ejemplo, más de 400.000 millones de dólares fueron robados del tesoro por los líderes nigerianos entre 1960 y 1999. Investigadores de la Universidad de Massachusetts han estimado que entre 1970 y 1996, la evasión de capitales de 30 países subsaharianos excedió los 187.000 millones de dólares, superando las deudas externas de aquellas naciones. Los resultados, expresados en retrasos o detenciones del desarrollo han sido modelados en teoría por el economista Mancur Olson. En el caso de África, uno de los factores contribuyentes a esta conducta fue la inestabilidad política, y el hecho de que los nuevos gobiernos frecuentemente confiscaron los activos obtenidos corruptamente por los gobiernos anteriores. Esto animaba a los cargos públicos a esconder su riqueza fuera del país, lejos del alcance de posibles expropiaciones futuras. En contraste, los administradores asiáticos, como el "nuevo orden" de Suharto, frecuentemente tomaban una parte de las transacciones de negocios o bien proporcionaron condiciones para el desarrollo, a través de inversiones en infraestructuras, ley y orden, etc.

### Efectos medioambientales y sociales
La corrupción facilita la destrucción medioambiental. Los países corruptos pueden tener formalmente una legislación destinada a proteger el ambiente, pero no puede ser ejecutada si los encargados de que se cumpla son fácilmente sobornados. Lo mismo puede aplicarse para los derechos sociales, la protección laboral, la sindicación y la prevención del trabajo infantil. La violación de estos derechos legales permite a los países corruptos ganar una ventaja económica ilegítima en los mercados internacionales.
El economista y ganador del Premio Nobel Amartya Sen ha observado que "No existe nada que pueda llamarse problema apolítico de alimentos". Si bien la sequía y otros eventos naturales pueden desencadenar condiciones de hambruna, es la acción o inacción del gobierno lo que determina su severidad, y frecuente, incluso, si la hambruna llegará o no a producirse. Los gobiernos con fuertes tendencias a la cleptocracia pueden socavar la seguridad alimentaria, incluso cuando las cosechas son buenas. Los cargos públicos frecuentemente roban las propiedades del estado. En Bihar, India, más del 80 % de la ayuda alimentaria subsidiaria a los pobres es robada por cargos públicos corruptos. De forma similar, la ayuda alimentaria es frecuentemente robada a punta de pistola por gobernantes, criminales, señores de la guerra y similares, y vendida para obtener un beneficio. El siglo XX abunda en ejemplos de gobiernos que minan la seguridad alimentaria de sus propias naciones, a veces intencionadamente.
Según el documento Índice de Percepción de la Corrupción 2011, de Transparencia Internacional, «más de dos tercios de los [183 países y territorios] clasificados obtuvieron una puntuación inferior a 5», donde 0 es «sumamente corrupto» y 10, «muy transparente». En 2009, el informe anual decía: “Resulta evidente que ninguna región del mundo está exenta de los peligros de la corrupción».
La corrupción puede tener consecuencias desastrosas. La revista Time informó: «la corrupción y la negligencia» fueron responsables —por lo menos en parte— de la elevadísima cifra de muertes ocasionadas por el gigantesco terremoto que asoló Haití en 2010. La revista añadía: «Para construir edificios casi nunca se recurre a ingenieros profesionales; simplemente se soborna a los inspectores del gobierno».

### Efectos políticos
La corrupción produce desconfianza en los partidos políticos, en los dirigentes políticos y en la mayor parte de instituciones públicas. Conduce a mucha gente a adoptar estrategias menos cooperativas y fomenta la deserción con el objeto de no ser explotado por personas pertenecientes a redes corruptas. Como consecuencia de lo anterior, en muchos países, genera abstención y pérdida del interés por la política, por períodos prolongados. Eso sí, ocasionalmente, aparecen movimientos de protesta que tratan de confrontarse con el poder político, y generan inestabilidad política y subsiguientemente represión política o policial.

### Efectos en la ayuda humanitaria

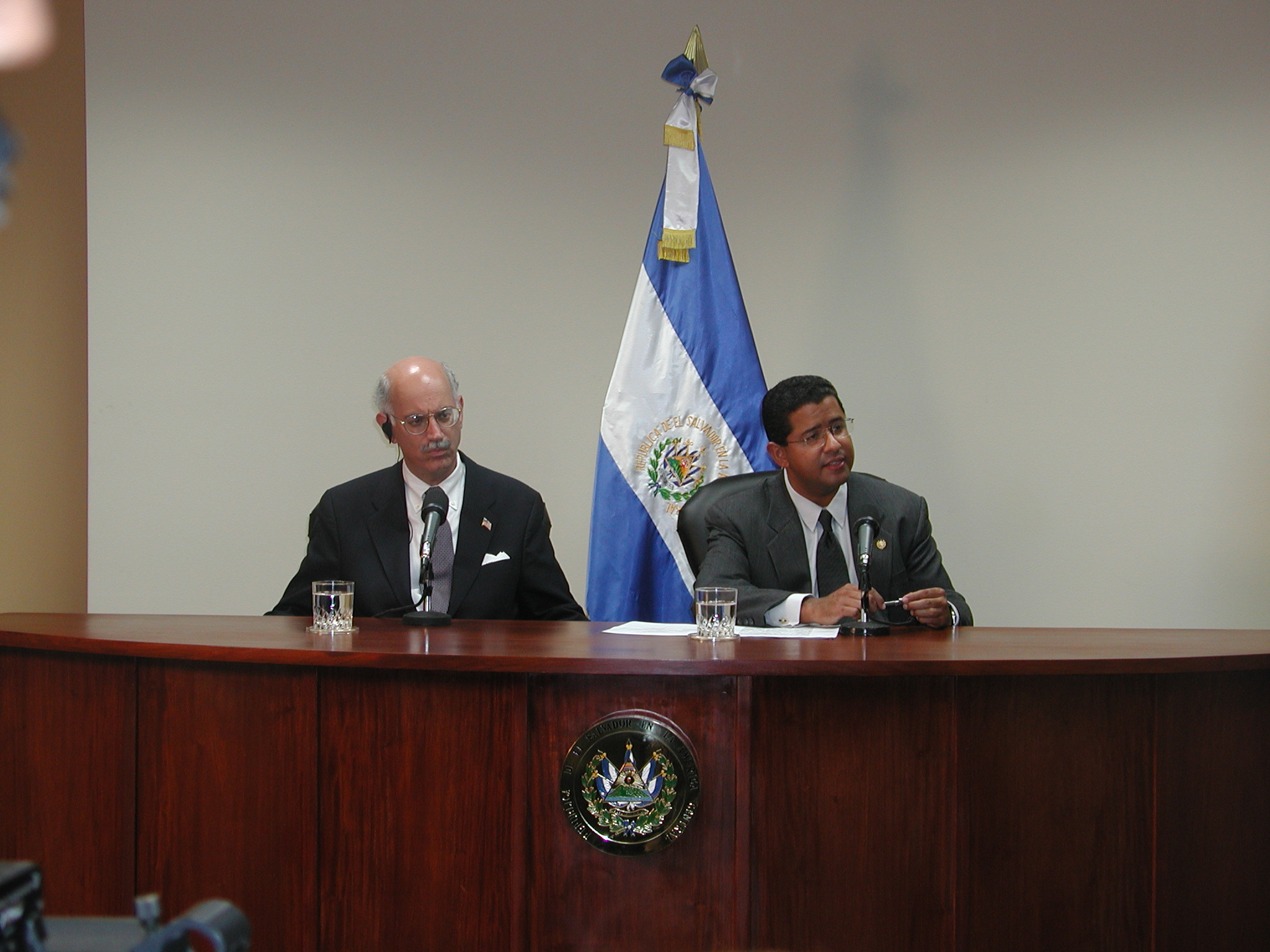
Exmandatario de El Salvador, Francisco Flores (derecha) el cual fue acusado de apropiarse de 5 millones de dólares de las arcas gubernamentales.

Está en aumento la escala de la ayuda humanitaria a las regiones pobres e inestables del mundo, pero es muy vulnerable a la corrupción, siendo la ayuda alimentaria, a la construcción y otras ayudas valiosas, las que están sometidas a mayor riesgo. La ayuda alimentaria puede ser desviada de su destino intencional directa y físicamente, o indirectamente a través de la manipulación de las evaluaciones de necesidades, registro y distribución, para favorecer a ciertos grupos o individuos. Del mismo modo, en la construcción y acogida hay numerosas oportunidades de desviación y beneficio a través de una ejecución de calidad inferior, mordidas o contratos y favoritismos en la provisión de material de acogida adecuado. Por ello, aunque las agencias de ayuda humanitaria tratan de contrarrestar la desviación de la ayuda incluyendo un exceso de la misma, los recipientes, por su parte, están sobre todo preocupados por su exclusión. El acceso a la ayuda puede terminar quedando limitado a aquellos con conexiones, a aquellos que pagan sobornos o que son forzados a proporcionar favores sexuales. Del mismo modo, quienes son capaces de hacer esto, pueden manipular las estadísticas para inflar el número de beneficiarios y trasvasar la ayuda adicional.

### Corrupción y derechos humanos
En términos más amplios, la corrupción es la apropiación del poder público para fines privados. Yendo del nivel más general al más específico, la corrupción se puede observar como: “la privatización del poder público" (la presentación de intereses privados como públicos, la captura estatal), el desvío de fondos, la relación de intercambio entre un órgano público y otro privado para obtener una ventaja.
Existen indicadores para medir la corrupción desde la percepción ciudadana. La medición más conocida es el Índice de Percepción de la Corrupción (CPI) realizado por Transparencia Internacional Este indicador combina encuestas y evaluaciones sobre la corrupción recogidas por diversas instituciones consolidadas y que plantean distintas preguntas a partir de muestras de varios encuestados, luego son normalizadas y sujetas a ajustes estadísticos.
Para entender la relación entre la corrupción y los derechos humanos, es necesario considerar que los Estados tienen 4 obligaciones en materia de derechos humanos, la primera es “Respetar” que implica no interferir con o poner en peligro la satisfacción de los derechos humanos. Esta obligación se cumple por parte del Estado por medio de abstenciones y se violenta a través de acciones. El Estado debe abstenerse de, por ejemplo, torturar o privar ilegalmente de la libertad. La segunda es “Proteger”, la cual recae en los agentes estatales conforme a sus atribuciones, para crear el marco jurídico y la maquinaria institucional necesaria para prevenir las violaciones a derechos humanos cometidas por el aparato estatal. La tercera es, “Garantizar”, referente a mantener y asegurar el disfrute de los derechos humanos, así mismo, se encargará de mejorarlos y restituirlos en caso de violaciones, Y la cuarta “Promover” que significa que los agentas estatales tienen la obligación de proveer a las personas toda la información necesaria para asegurar que sean capaces de disfrutar y ejercer sus derechos humanos.
La corrupción tiene efectos negativos en el ejercicio de los derechos humanos. Esto puede verse, en una primera relación, en la que, por medio de sobornos, las autoridades condicionan el ejercicio de los derechos humanos, por ejemplo, cuando los fiscales solicitan dinero a las víctimas de delitos, cuando los funcionarios en los juzgados solicitan sobornos a las partes involucradas en cualquier procedimiento, cuando enfermeras, médicos y administradores de hospitales pidiendo sobornos a los pacientes, etc. Una segunda relación, se da cuando el estado acepta el pago de sobornos para que un particular pueda realizar una acción prohibida por la ley, por ejemplo, contravenir las medidas de seguridad industrial que pueden conducir a accidentes, como en explosiones en minas, obtener evaluaciones de impacto mediante el pago de sobornos para llevar a cabo megaproyectos, como represas, minas, parques eólicos y desarrollos turísticos; comprar votos y sobornar a funcionarios públicos a cargo de organizar elecciones para cometer fraude electoral; por lo tanto, infringiendo los derechos políticos de los ciudadanos como así como de los otros candidatos afectados.
Una tercera relación implica que, los actos de corrupción generan una reducción de recursos. Si el presupuesto es precario, esto conduce a menos bienes y pobres servicios gubernamentales, una situación que abiertamente es contraria a las obligaciones para la protección, respeto, garantía y promoción de todos los derechos. La corrupción atenta contra el principio de progresividad y no regresión. La corrupción puede disminuir los fondos públicos a través del uso indebido de fondos, por ejemplo, para la apropiación privada de recursos públicos, la solicitud de sobornos para comprar bienes o proporcionar servicios públicos y la creación de recargos y otros tipos de costos adicionales que afectan la calidad del proceso de adquisición de bienes y servicios. Existe una cuarta relación que nos indica, que la corrupción estructural del estado, ocasiona que los procesos de diseño de las políticas públicas se distorsionen generando una privatización de los recursos públicos, y con ello, violaciones a los derechos humanos. Cabe destacar que en la XI Conferencia Internacional Anticorrupción se señaló que existe una convicción de que todas las personas tenemos el derecho humano básico a vivir en una sociedad libre de corrupción.

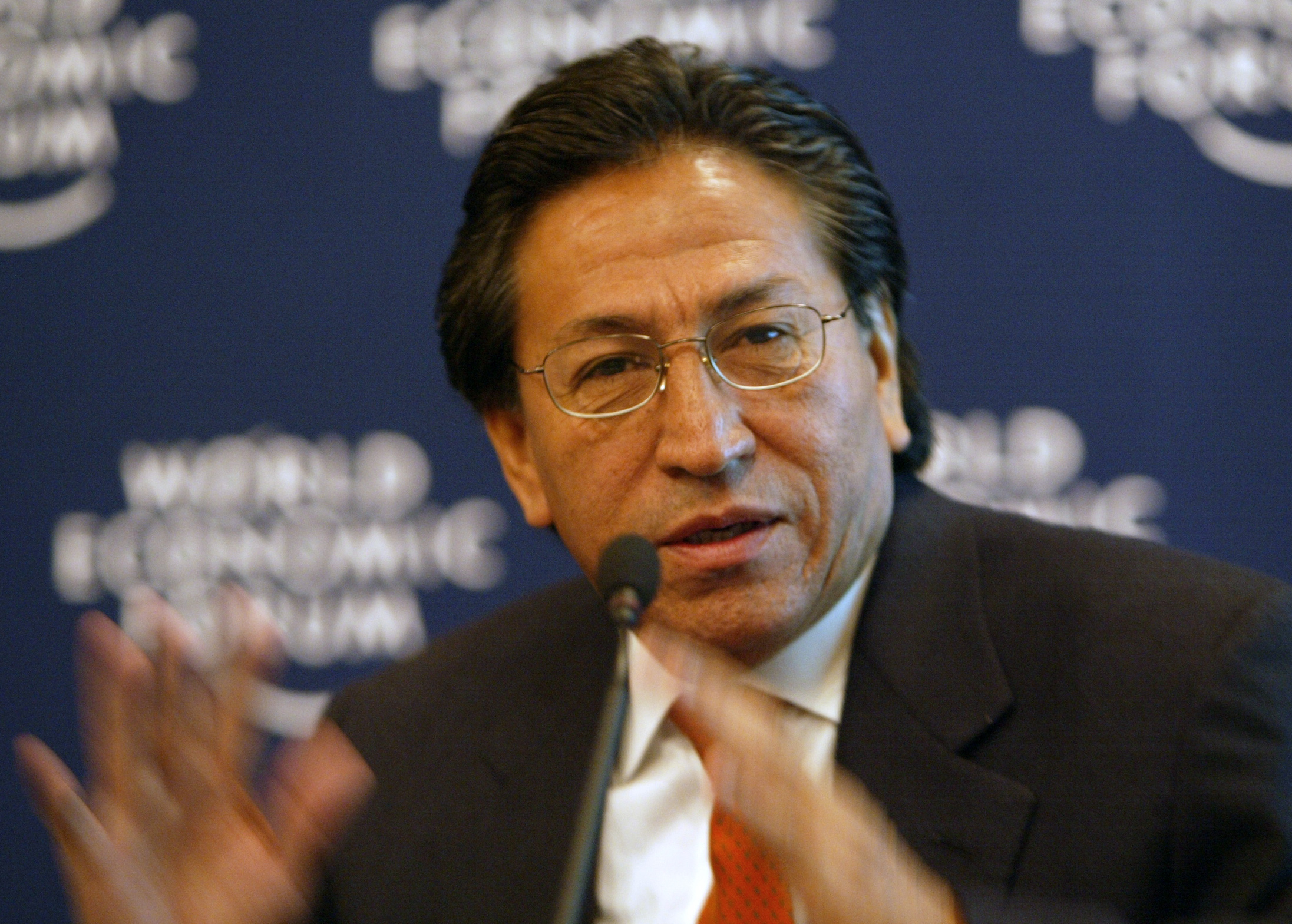
Expresidente peruano Alejandro Toledo Manrique, involucrado en el Caso Ecoteva y acusado de gravísimos delitos de corrupción como el lavado de dinero.

La relación entre los derechos humanos y la corrupción es muy estrecha. Con base en la evidencia empírica obtenida a través de diversos indicadores que miden la percepción de la corrupción, se ha identificado que mientras exista mayor corrupción, menor será el ejercicio de los derechos civiles relacionados al empoderamiento de la persona, como las libertades de expresión, religión, tránsito, entrada y salida del país, reunión y asociación y autodeterminación. Además, se ha encontrado que, las personas que viven en países con mayor presencia de corrupción y de violaciones a sus derechos humanos poseen condiciones de vida totalmente distintas a las que viven en un país con menor corrupción.
Así mismo, se ha reconocido que los países con mayor corrupción, tienen una mayor probabilidad de que en el ejercicio de los derechos económicos y sociales de las mujeres califiquen bajo. En este sentido, el aumento de la impunidad, generará que su interacción con la corrupción tenga un mayor impacto en las violaciones a los derechos humanos.
Como por ejemplo, con un alto índice de corrupción en china, uno de los puntos fuertes del presidente Xi Jinping, ya desde su llegada a la secretaría general en el 2012, fue su campaña anticorrupción dirigida a sancionar a toda conducta inapropiada tales como, enriquecimiento ilícito, abuso de poder y violación de derechos humanos, llevado a cabo por los altos cargos sin importar su poder en el Partido Comunista de China (PCCh) o en el Gobierno; para el 2017, más de 1,2 millones de miembros del PCCh ya habían sido sancionados.

### Otras áreas
La corrupción no es específica de los países pobres o ricos, de países en desarrollo o en transición. La forma preferida de corrupción varía de un país a otro, y se aprecia que en países más transparentes y democráticos adopta formas más sutiles y complejas, al existir un escrutinio público mayor. Por otra parte en países sin prensa, ni elecciones libres la corrupción puede tomar formas más burdas. En los países del oeste de Europa ha habido casos de sobornos y otras formas de corrupción en todos los campos posibles: por ejemplo, desembolsos "debajo de la mesa" efectuados a cirujanos reputados por pacientes con la intención de que se les adelante su posición en las listas de espera, sobornos pagados por suministradores a la industria del automóvil para que se incluyan conectores de baja calidad por ejemplo en equipamientos de seguridad, como airbags, sobornos pagados por suministradores de desfibriladores, (para vender condensadores eléctricos de escasa capacidad), contribuciones pagadas por parientes ricos al "fondo social y cultural" de una universidad prestigiosa a cambio de la aceptación de sus hijos como alumnos, sobornos pagados para obtener diplomas, ventajas financieras y de otro tipo ofrecidas a los miembros del comité ejecutivo de un fabricante de automóviles a cambio de posiciones favorables a empleados y votos, etc … Estas variadas manifestaciones de corrupción pueden en última instancia suponer un peligro para la salud pública o pueden producir descrédito en ciertas instituciones esenciales o relaciones sociales.
La corrupción también puede afectar a los distintos componentes de las actividades deportivas (árbitros, jugadores, personal médico y de laboratorio implicado en los controles antidopaje, miembros de la federación deportiva nacional y comités internacionales encargados de la decisión sobre la situación de los contratos o lugares de competición).
También ha habido procesos judiciales contra (miembros de) distintos tipos de organizaciones sin ánimo de lucro y ONG, así como organizaciones religiosas.
En última instancia, la distinción entre la corrupción del sector público y privado a veces parece un tanto artificial, y las iniciativas nacionales anticorrupción pueden necesitar evitar las lagunas jurídicas y legales en la cobertura de los instrumentos.

## Niveles de corrupción y transparencia

Corrupción política. Medición año 2017.

Uno de los organismos internacionales que monitoriza el nivel de corrupción y transparencia en 180 estados del mundo es Transparencia Internacional, con sede en Berlín, que presenta un informe anual de todos los países y les da una puntuación de 1,0 a 10,0. De acuerdo con el informe de 2009, el país con el más alto nivel de transparencia del mundo y que ocupaba el primer puesto con una puntuación de 9,4 era Dinamarca y a la fecha se conserva en el puesto número uno. Por otro lado, el estado con el nivel de transparencia política más bajo del mundo y que ocupaba el puesto 180 era Somalia, con 1,1.

## Factores que favorecen o que dificultan la corrupción
Naturalmente son muchos los factores que inciden sobre los niveles de corrupción, algunos facilitándola y otros dificultándola.
Es obvio que si a nivel institucional y en la justicia se tiene una posición firme y atenta respecto de los distintos tipos de corrupción, ella tendrá tendencia a disminuir y a la inversa si se da el caso contrario. De todas formas, la represión y la sanción en relación con los actos de corrupción deben existir y fortalecerse cada vez más, pero también tienen sus límites. El narcotráfico por ejemplo así como ciertos sectores corruptos enquistados en la política, llegan a tener tanto poder y a ejercer tanta presión, que difícilmente logran ser combatidos.
La clave para en alguna medida frenar la corrupción posiblemente se encuentre en el fortalecimiento del tejido social-institucional. En este sentido la educación en valores puede llegar a ser uno de los pilares, así como procedimientos menos abiertos y más transparentes en relación con el manejo del dinero y a la implementación de las transacciones financieras, incluyendo por cierto el uso del llamado dinero telemático o dinero digital, o sea el uso de especies dinerarias electrónicas y nominativas, sin base material anónima, y que permita el cómodo seguimiento de largas cadenas de transacciones.

## Lucha contra la corrupción

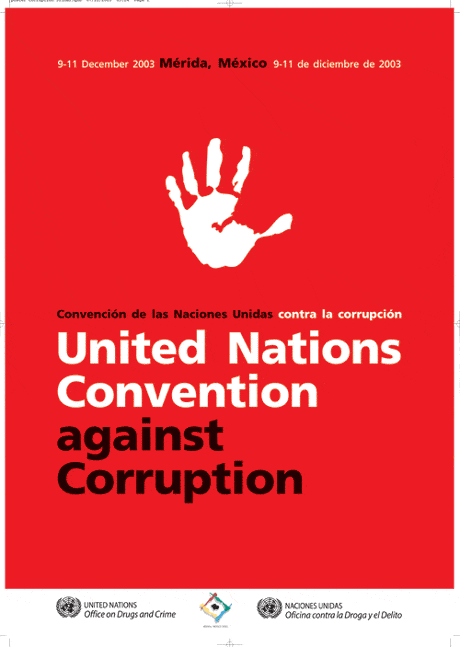
Convención de las Naciones Unidas contra la Corrupción

Existen entidades nacionales e internacionales, oficiales y privadas, con la misión de supervisar el nivel de corrupción administrativa internacional, como es el caso de la Organización de las Naciones Unidas (ONU), la Organización de los Estados Americanos (OEA), y Transparencia Internacional. Además, la corrupción no es sólo responsabilidad del sector oficial, del Estado o del Gobierno de turno, sino que incluye muy especialmente al sector privado, en cuyo caso se puede hablar de corrupción empresarial o de tráfico de influencias entre el sector privado y el público. En muchos países, como en los de Latinoamérica, dicho sector tiene una gran influencia estatal y por lo tanto el nivel de corrupción presente en esos países tiene mucho que ver con la manera en la que se comporta el sector privado en conjunto con los sistemas políticos.
La lucha contra la corrupción implica dos enfoques complementarios: uno concentrado en el combate frente a los actos realizados y otro concentrado en acciones preventivas. Entre las acciones preventivas se pueden nombrar la transparencia de las instituciones ante el uso de recursos públicos, mayor independencia de los medios de comunicación y la revisión legal de las normas que se relacionan con el poder judicial para lograr una mayor independencia del poder ejecutivo y legislativo. Si el poder legislativo y ejecutivo son controlados por ciertos partidos corruptos, estos pueden modificar la situación legislativa entorpeciendo las labores judiciales o incluso convirtiéndolas en algo inocuo. En ciertas épocas históricas, la aparición de manifiestos, figuras intelectuales o nuevos partidos políticos provocan el cambio necesario en la legislación para que actos de esta índole no sucedan, por ello, recientemente se habilitó la asistencia judicial recíproca entre los estados parte respecto de investigaciones, procesos y actuaciones judiciales relacionados con los delitos de corrupción, según lo establecido en la Convención de las Naciones Unidas contra la Corrupción.

## En la cultura popular
Muchas han sido las obras que, sobre todo en el cine, la televisión y la literatura, abordan la corrupción política como tema central. Algunos ejemplos:
- El ciudadano Kane
- House of Cards (serie de televisión británica)
- House of Cards (serie estadounidense de 2013)